# Mister Rogers' Neighborhood

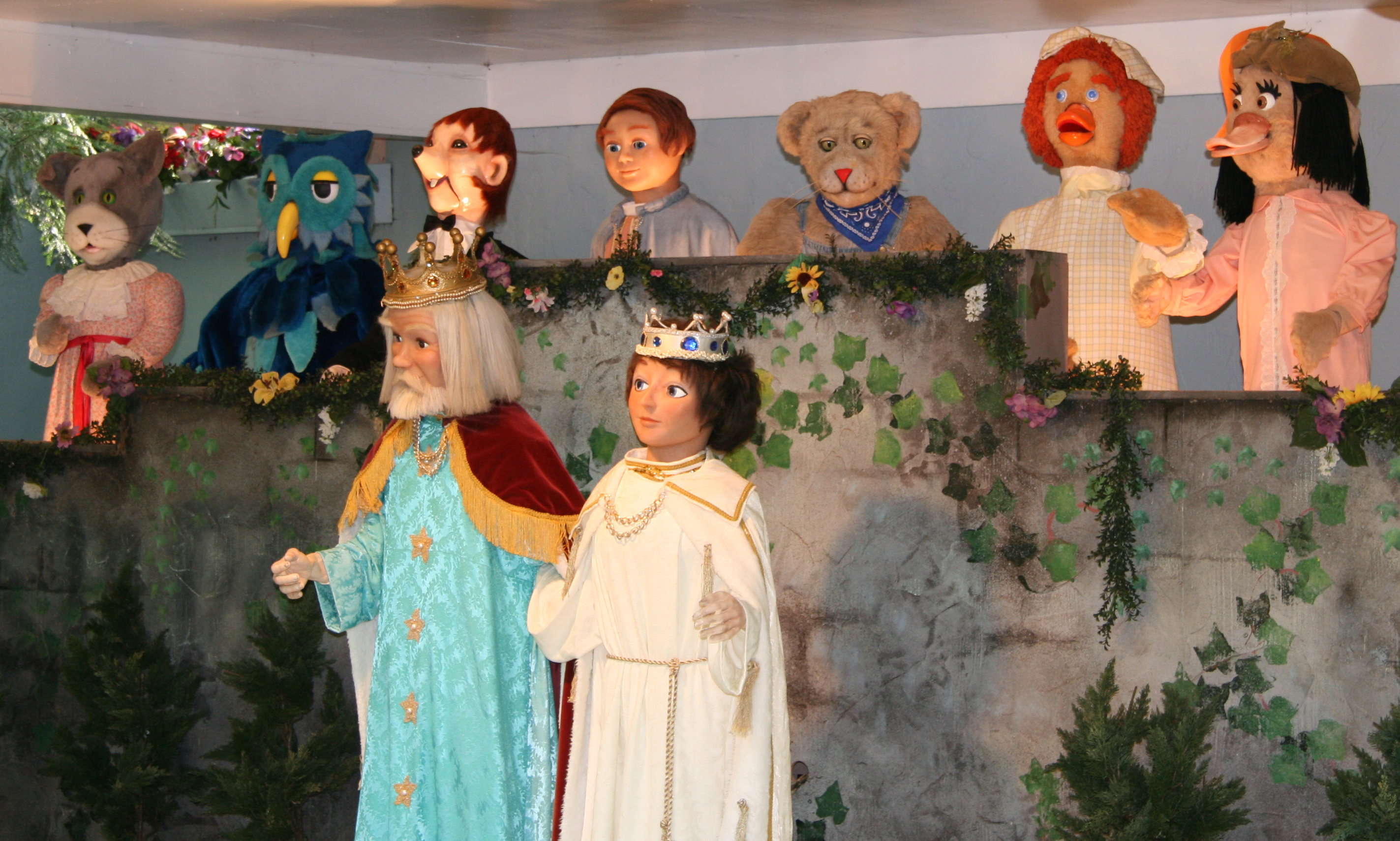

Mister Rogers' Neighborhood ou Mister Rogers foi uma série infantil norte-americana que foi criada e estrelada por Fred Rogers entre 1968 e 2001. Mister Rogers' Neighborhood foi produzida em Pittsburgh, Pensilvânia, EUA.